# جاي أندرسون
جاي أندرسون (بالإنجليزية: Jay Anderson)‏ هو موسيقي أمريكي، ولد في 24 أكتوبر 1955 في أونتاريو في الولايات المتحدة.

## وصلات خارجية
- جاي أندرسون على موقع ميوزك برينز (الإنجليزية)
- جاي أندرسون على موقع أول ميوزيك (الإنجليزية)
- جاي أندرسون على موقع ديسكوغز (الإنجليزية)